# Cmentarz żydowski w Surażu
Cmentarz żydowski w Surażu – nekropolia żydowska założona w 1865 roku w Surażu (najstarszy zachowany nagrobek pochodzi z 1792 roku i najpewniej został przeniesiony ze starszego cmentarza). 
Ma powierzchnię 0,34 ha. Na ogrodzonym kamiennym murem zachowało się około 10 nagrobków.